# Bernhard Schäfers
Bernhard Schäfers (* 26. Februar 1939 in Münster) ist ein deutscher Soziologe.

## Leben
Schäfers studierte an der Westfälischen Wilhelms-Universität in Münster, promovierte dort 1967 zum Dr. sc. pol. und arbeitete danach an der Sozialforschungsstelle an der Universität Münster in Dortmund. 1970 erfolgte ebendort seine Habilitation. In den Jahren 1971 bis 1977 war er außerordentlicher Professor für Soziologie an der damaligen Erziehungswissenschaftlichen Hochschule Rheinland-Pfalz. Dem folgte eine außerordentliche Professur für Soziologie an der Universität Göttingen in den Jahren 1977 bis 1983.
Als Nachfolger Hans Lindes wurde Schäfers im Sommersemester 1983 Lehrstuhlinhaber und Leiter des Instituts für Soziologie an der Universität Karlsruhe. Seit 1985 war er auch Mitglied der dortigen Fakultät für Architektur, an der er Veranstaltungen zu den Themen Stadtentwicklung und Architektursoziologie anbot. 1991–92 war er Vorsitzender der Deutschen Gesellschaft für Soziologie. 2007 wurde er als Professor der Universität Karlsruhe emeritiert.
Schäfers’ wissenschaftliche Schwerpunkte sind Sozialstrukturanalysen moderner Gesellschaften, Jugend-, Gruppen-, Stadt- und Techniksoziologie und Vergleich europäischer Sozialstrukturen.

## Schriften (Auswahl)

### Monographien
- Einführung in die Soziologie. 3. Auflage, Springer VS, Wiesbaden 2019, ISBN 978-3-658-26361-4.
- Sozialgeschichte der Soziologie. Die Entwicklung der soziologischen Theorie seit der Doppelrevolution. Springer VS, Wiesbaden 2016, ISBN 978-3-658-12419-9.
- Architektursoziologie. Grundlagen – Epochen – Themen. 3., aktualisierte und erw. Aufl., Springer VS, Wiesbaden 2014, ISBN 978-3-531-19989-4.
- Mit Albert Scherr: Jugendsoziologie. Einführung in Grundlagen und Theorien. 8. umfassend aktualisierte und überarb. Aufl., Verlag für Sozialwissenschaften, Wiesbaden 2005, ISBN 978-3-531-14685-0.
- Sozialstruktur und sozialer Wandel in Deutschland. 7. überarb. u. erw. Auflage, Lucius und Lucius (UTB), Stuttgart 2002, ISBN 978-3-8252-2186-7.
- Politischer Atlas Deutschlands. Gesellschaft, Wirtschaft, Staat. 2. Auflage, Dietz, Bonn 1998, ISBN 978-3-8012-0268-2.
  - The state of Germany atlas. Routledge, London/New York 1998, ISBN 0-415-18826-1.
  - Atlas de l'Allemagne. Années 1989 - 1999. Société, économie, Etat. Ed. Autrement, Paris 1998, ISBN 2-86260-765-7.

### Herausgeberschaften
- Mit Hermann Korte: Einführung in Hauptbegriffe der Soziologie. 9., überarbeitete und aktualisierte Auflage, Springer VS, Wiesbaden 2016, ISBN 978-3-658-13410-5.
- Mit Johannes Kopp: Grundbegriffe der Soziologie. 10. Auflage, Springer VS, Wiesbaden 2010, ISBN 978-3-531-16985-9.
- Mit Wolfgang Zapf: Handwörterbuch zur Gesellschaft Deutschlands. 2. Auflage,  Leske und Budrich, Opladen 2001, ISBN 978-3-8100-2926-3.
- Einführung in die Gruppensoziologie. Geschichte, Theorien, Analysen. 3. Auflage, Quelle und Meyer, Wiesbaden 1999, ISBN 978-3-8252-0996-4.
- Mit Göttrik Wewer: Die Stadt in Deutschland. Soziale, politische und kulturelle Lebenswelt. Leske und Budrich, Opladen 1996, ISBN 978-3-8100-1567-9.
- Soziologie in Deutschland. Entwicklung, Institutionalisierung und Berufsfelder, theoretische Kontroversen (Konferenzschrift im Auftrag der DGS). Leske und Budrich, Opladen 1995, ISBN 978-3-8100-1300-2.